# فلفل دلمه‌ای

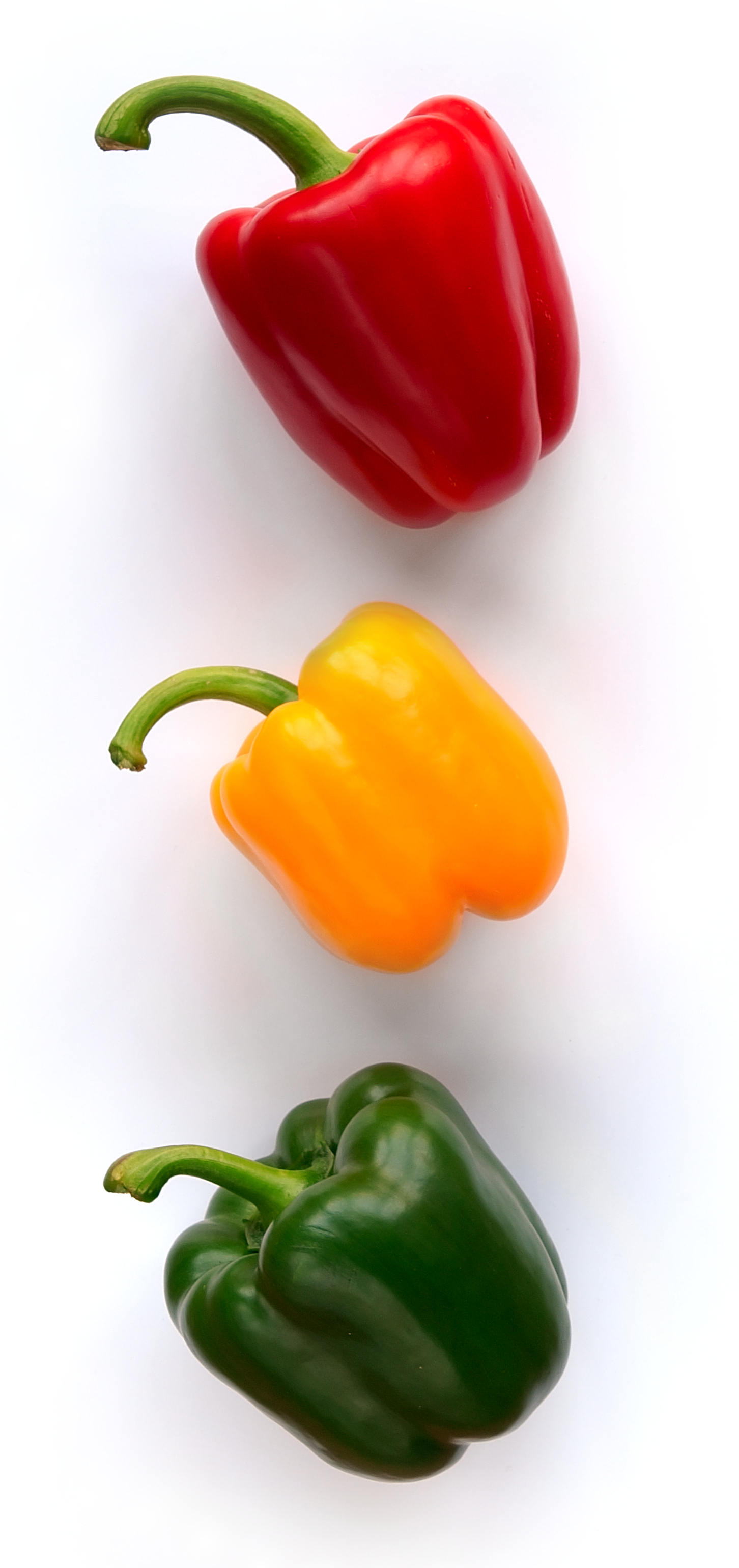
فلفل دلمه‌ای در رنگ‌های قرمز، زرد و سبز

فلفل دلمه‌ای (به انگلیسی: Bell pepper) نوعی فلفل شیرین است از خانواده سیب‌زمینیان که به رنگ‌های قرمز، زرد، سبز و نارنجی یافت می‌شود. از ویژگی‌های آن این است که به تندی دیگر گونه‌های فلفل نیست. به همین دلیل در انگلستان و ایرلند «فلفل شیرین» نیز نامیده می‌شود. این گیاه بومی مکزیک، آمریکای مرکزی و شمال آمریکای جنوبی است. دانهٔ این گیاه در سال ۱۴۹۳ به اسپانیا حمل شد و از آنجا به سراسر اروپا، آسیا و آفریقا گسترش یافت. امروزه چین و پس از آن مکزیک و اندونزی بزرگترین تولیدکنندهٔ فلفل در جهان هستند.
نام گمراه‌کنندهٔ فلفل به اشتباه توسط کریستف کلمب هنگام برگشت به اروپا به این گیاه داده شد. چرا که در آن زمان به هر ادویه ای که طعم تندی داشت فلفل گفته می‌شد.
طعم دهندگی فلفل دلمه ای در غذاهای زیادی، موجب استفاده از آن در بسیاری از غذاهای سنتی و جدید است. طعم دار کردن خوراک مرغ، ماکارونی، ماهی قزل آلا برخی از موارد استفاده ی فلفل دلمه ای به عنوان ادویه هست. 
علاوه براین، دلمه ی فلفل دلمه ای یک غذای سنتی و پرطرفدار است که داخل فلفل دلمه را با مواد میانی دلمه پر میکنند.

## خواص دارویی
این سبزی سرشار از ترکیبات آنتی‌اکسیدانی مثل ویتامین C و کاروتن است، طوری‌که در ۱۰۰ گرم فلفل دلمه‌ای قرمز یا سبز و فلفل معمولی خام به ترتیب ۱۴۰، ۱۲۰ و ۱۲۰ میلی‌گرم ویتامین C و ۳۸۴۰، ۲۶۵ و ۱۷۵ میکروگرم بتاکاروتن وجود دارد.
اثر فلفل در سرماخوردگی:
وجود مقادیر فراوان ویتامین C در فلفل دلمه‌ای باعث شده این سبزی برای درمان سرماخوردگی مفید باشد. طوری‌که مصرف مرتب این سبزی در برنامهٔ غذایی، هم شدت و هم طول دوران سرماخوردگی را کاهش می‌دهد.
یک عدد فلفل دلمه‌ای ۳۰۰ درصد نیاز روزانه ما به ویتامین C را تأمین می‌کند و میزان زیادی ویتامین A و بتاکاروتن به بدن می‌رساند. این فلفل دوست قلب، سلامت و ضد پیری است.

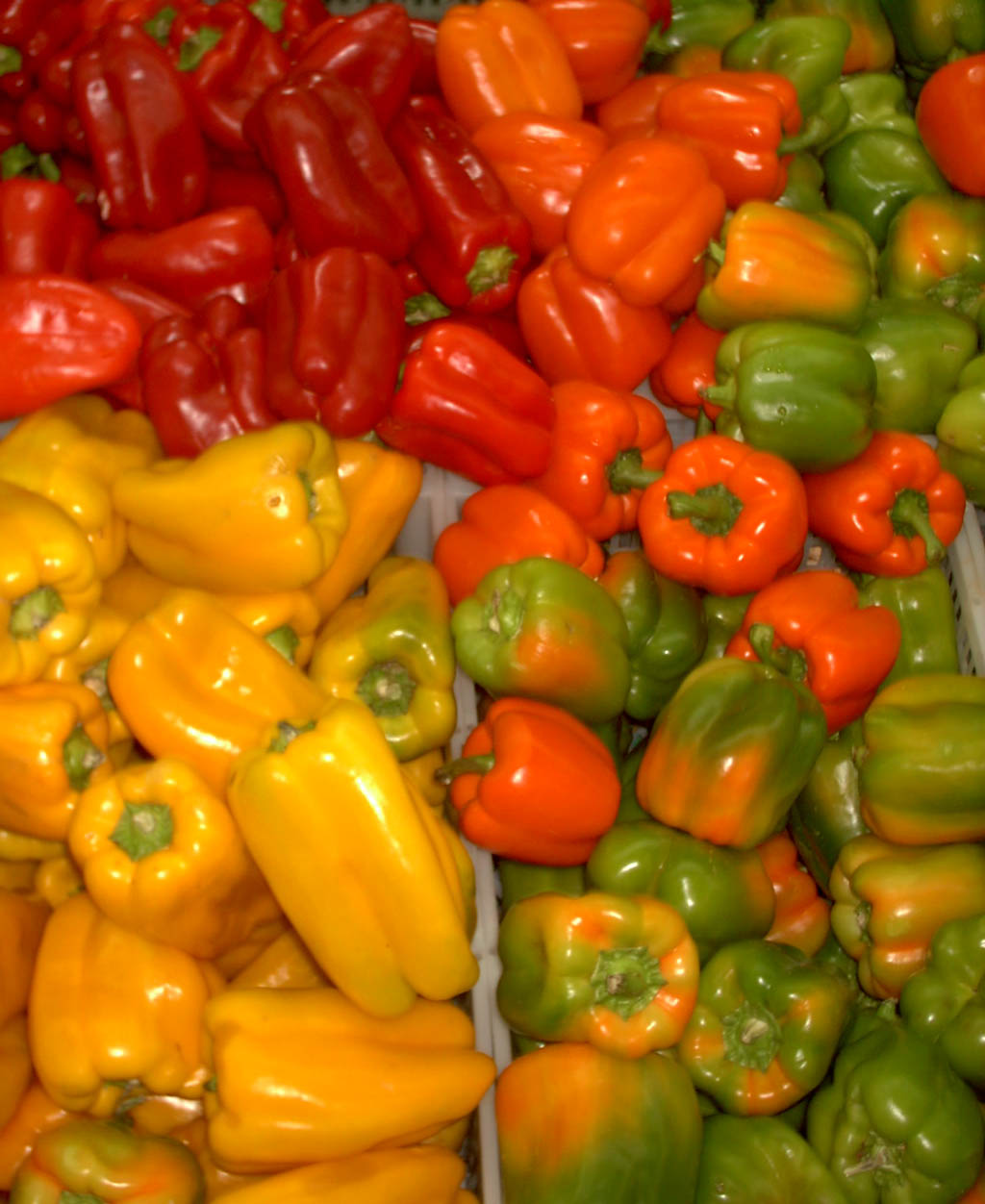
فلفل دلمه‌ای

## نگارخانه

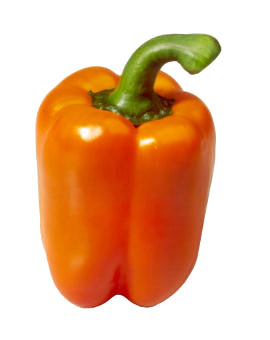
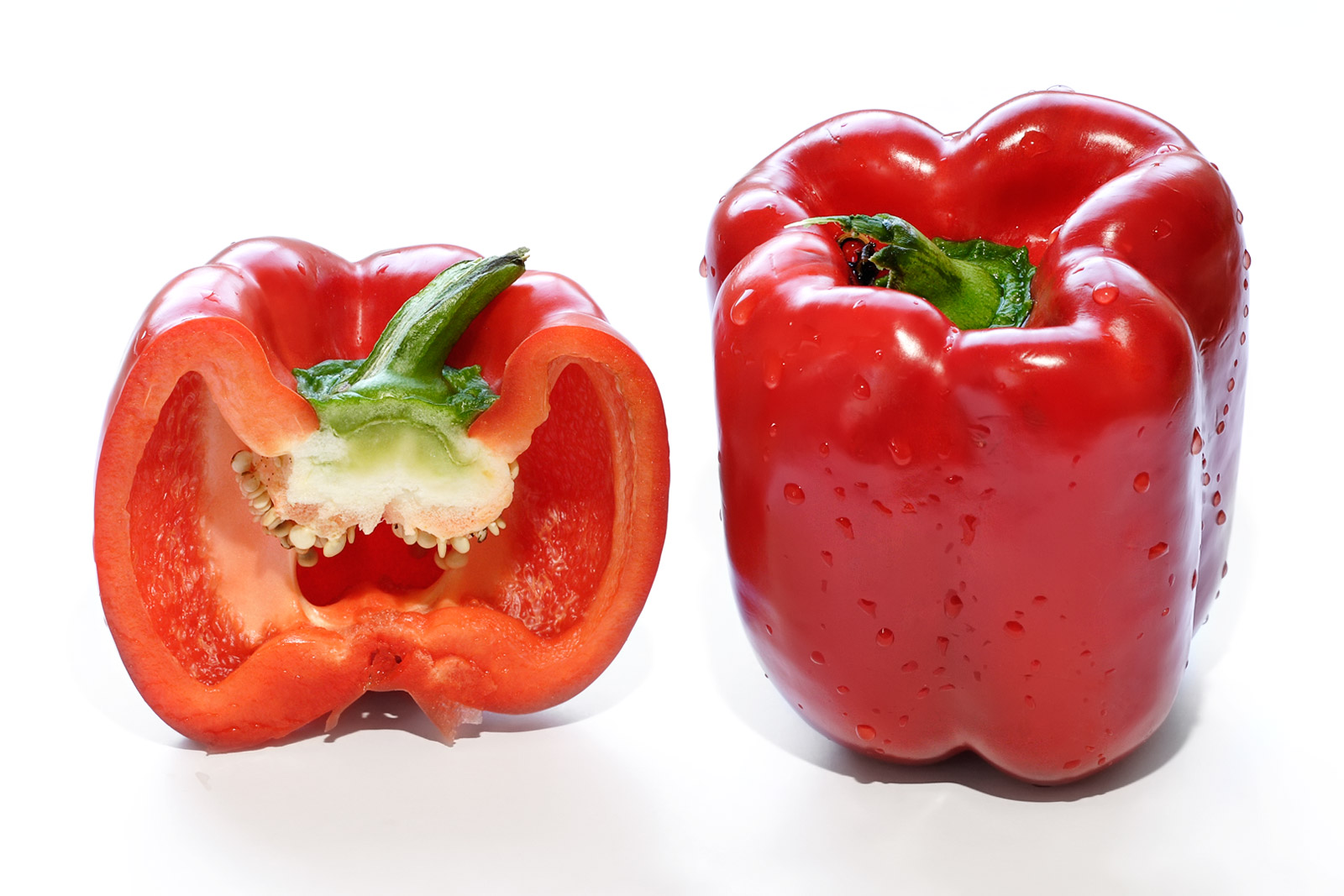
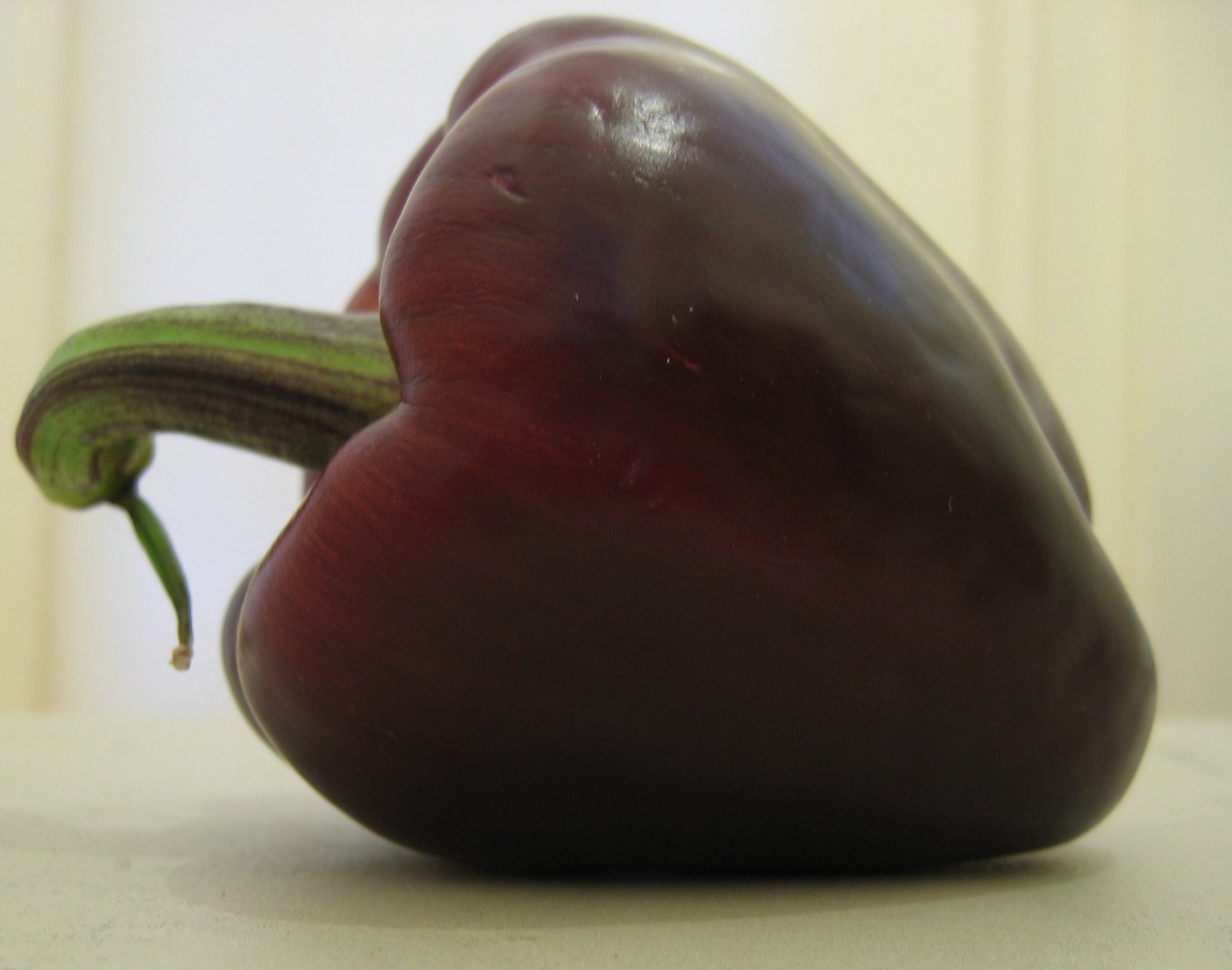
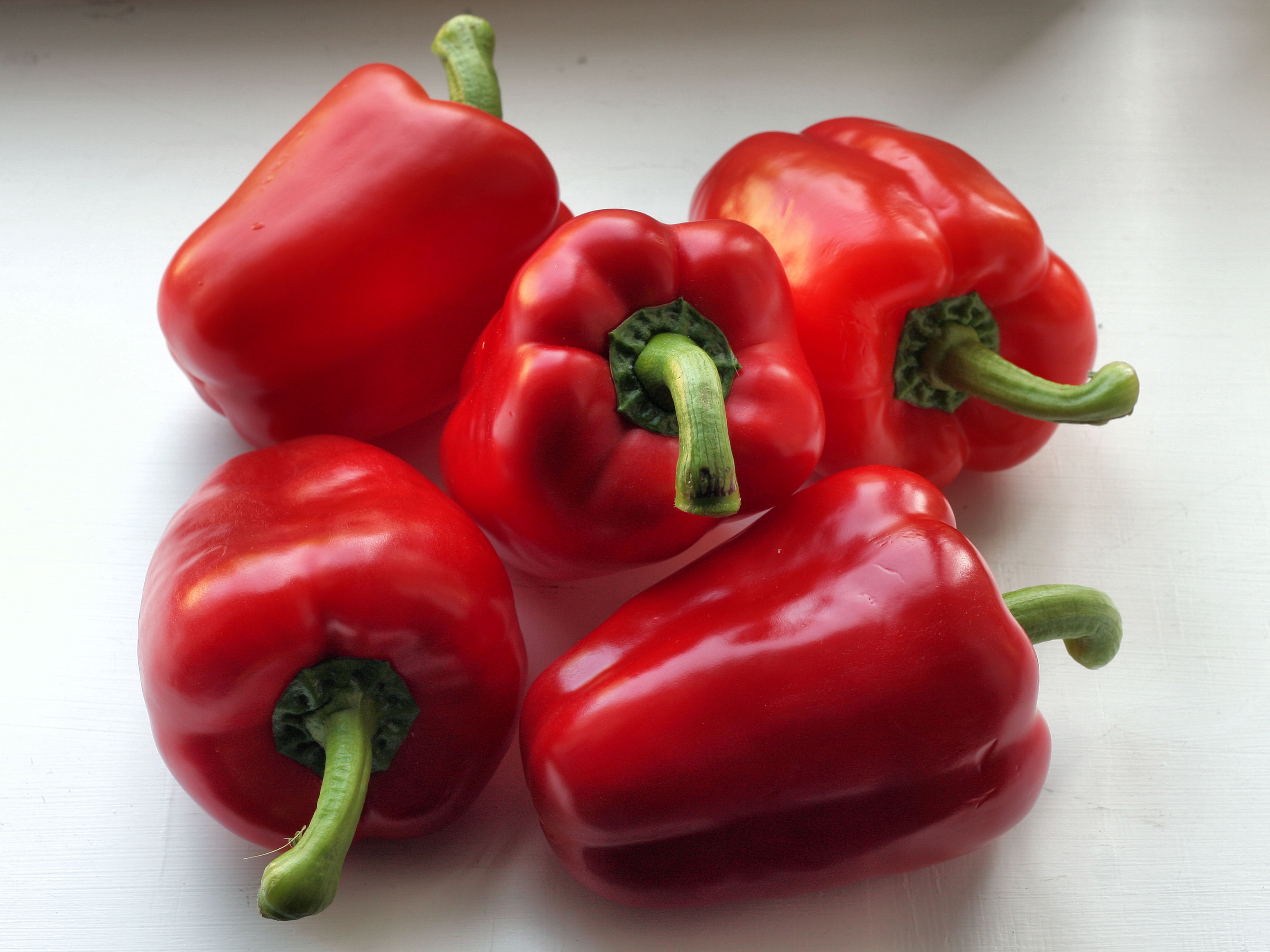
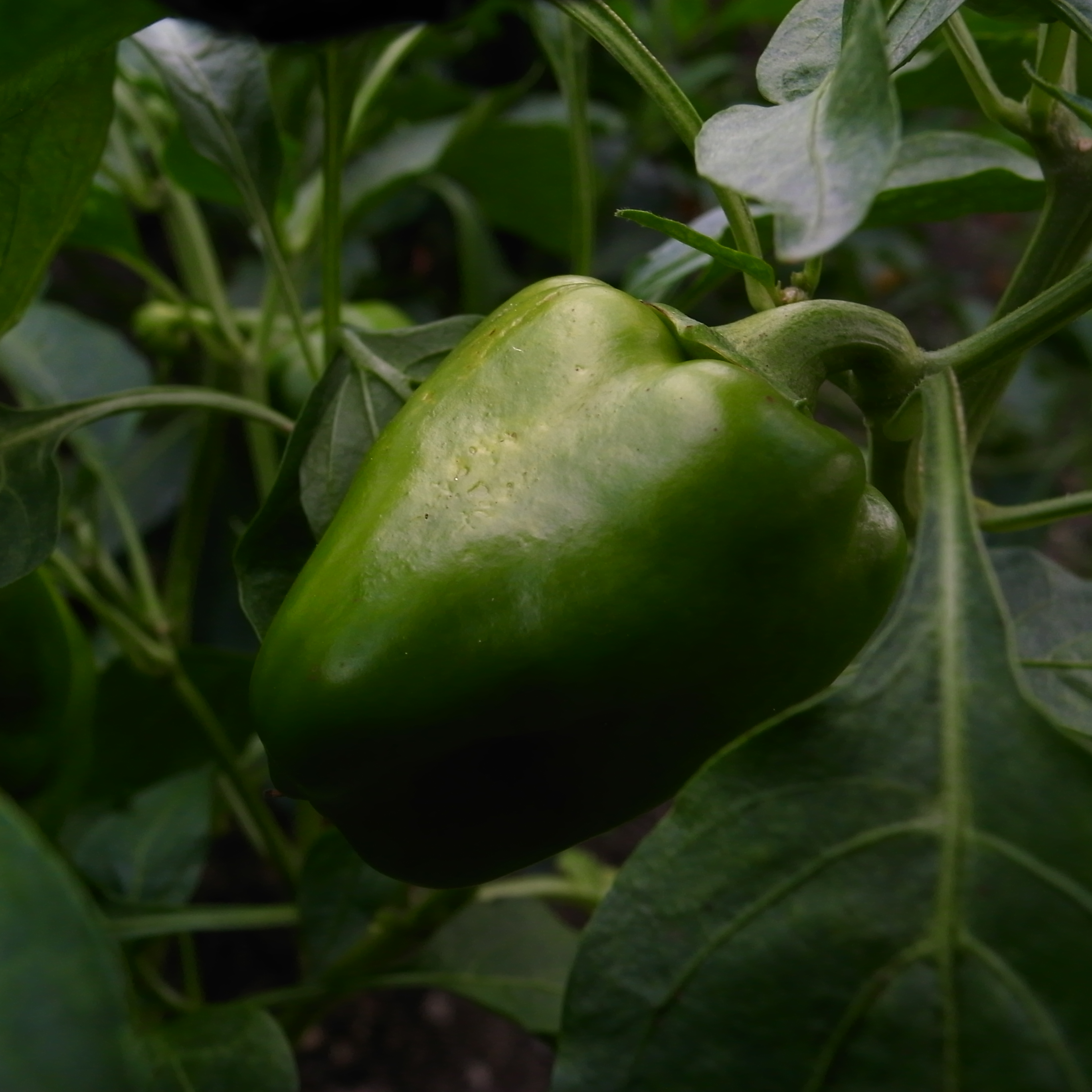
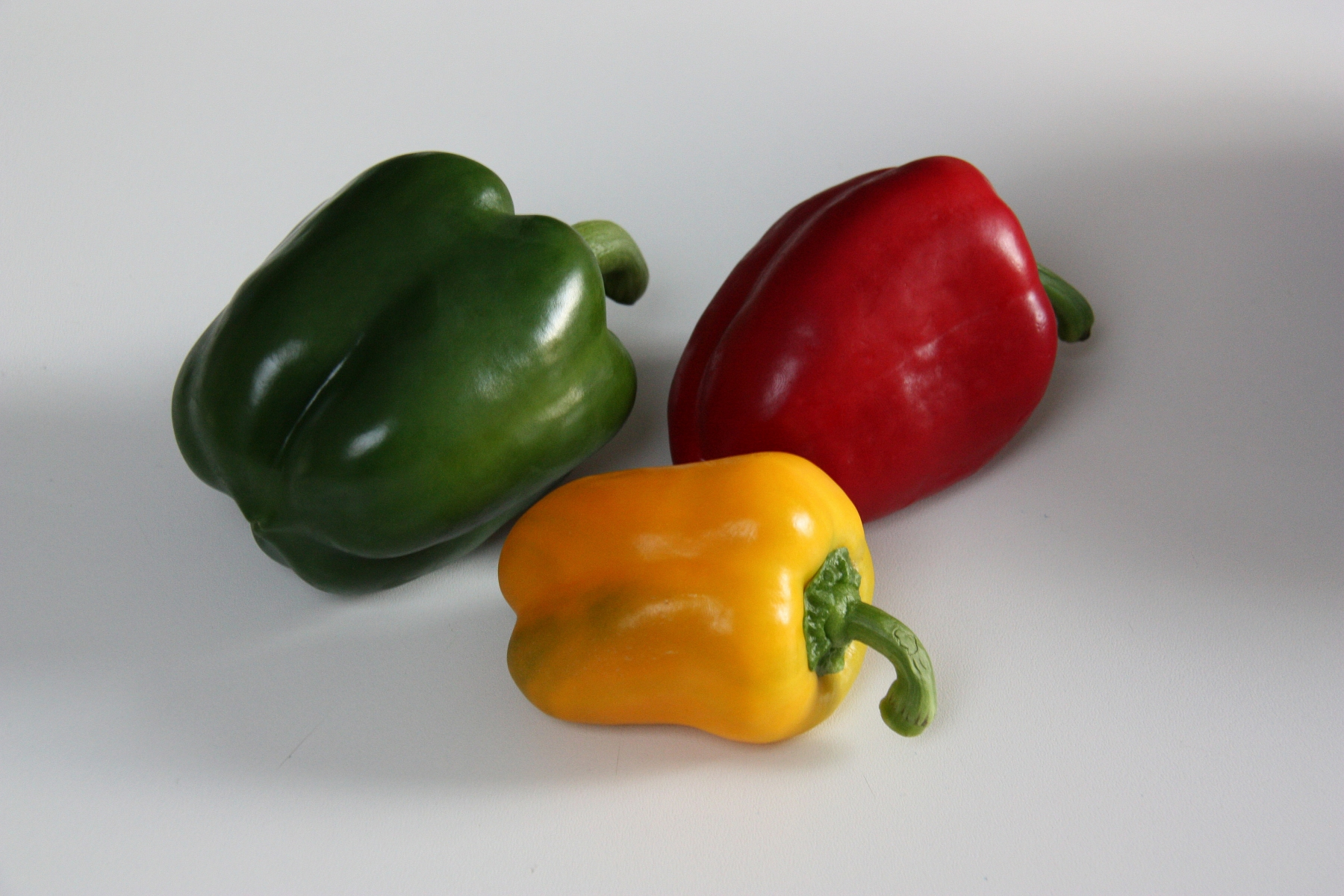
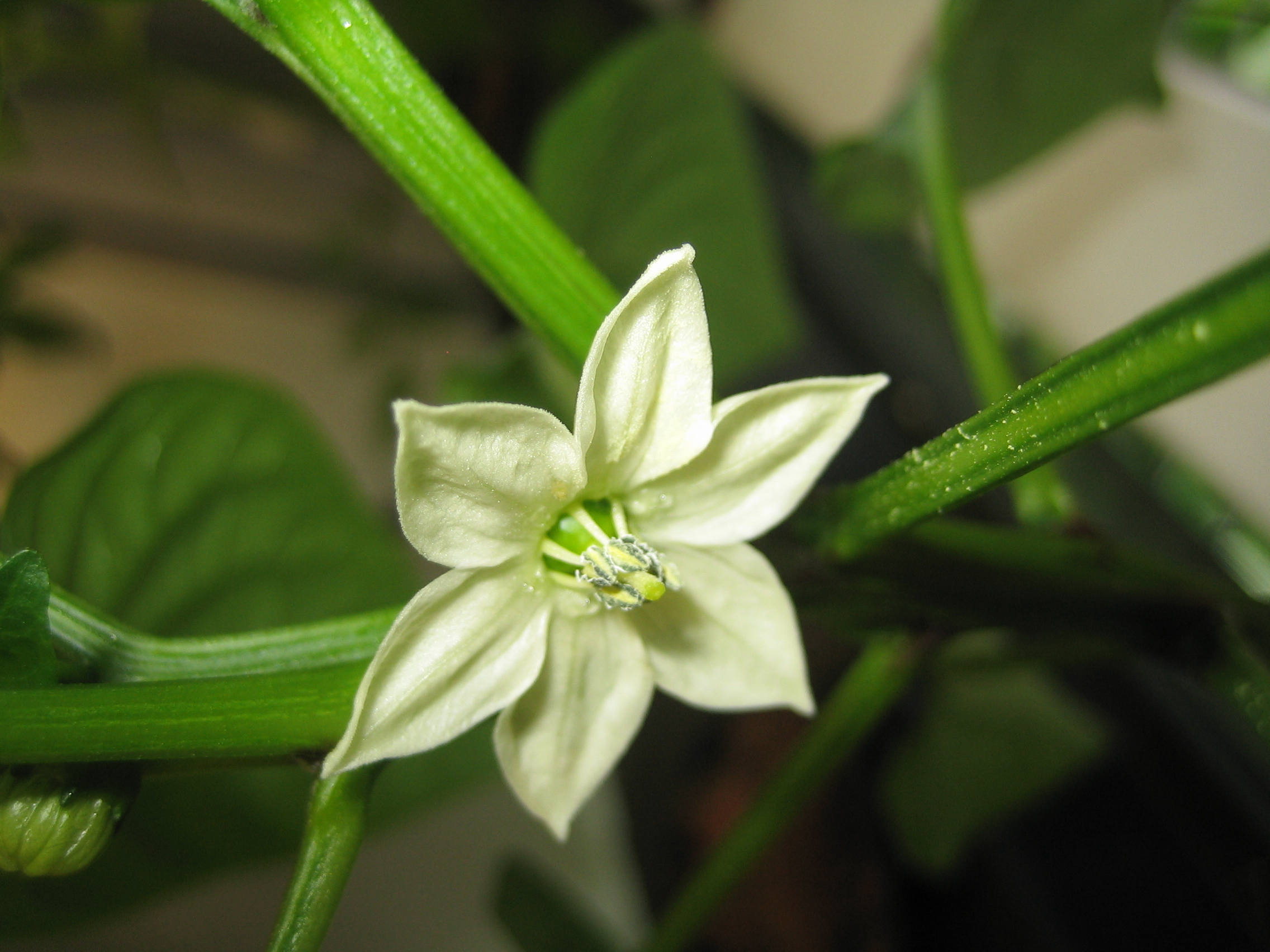
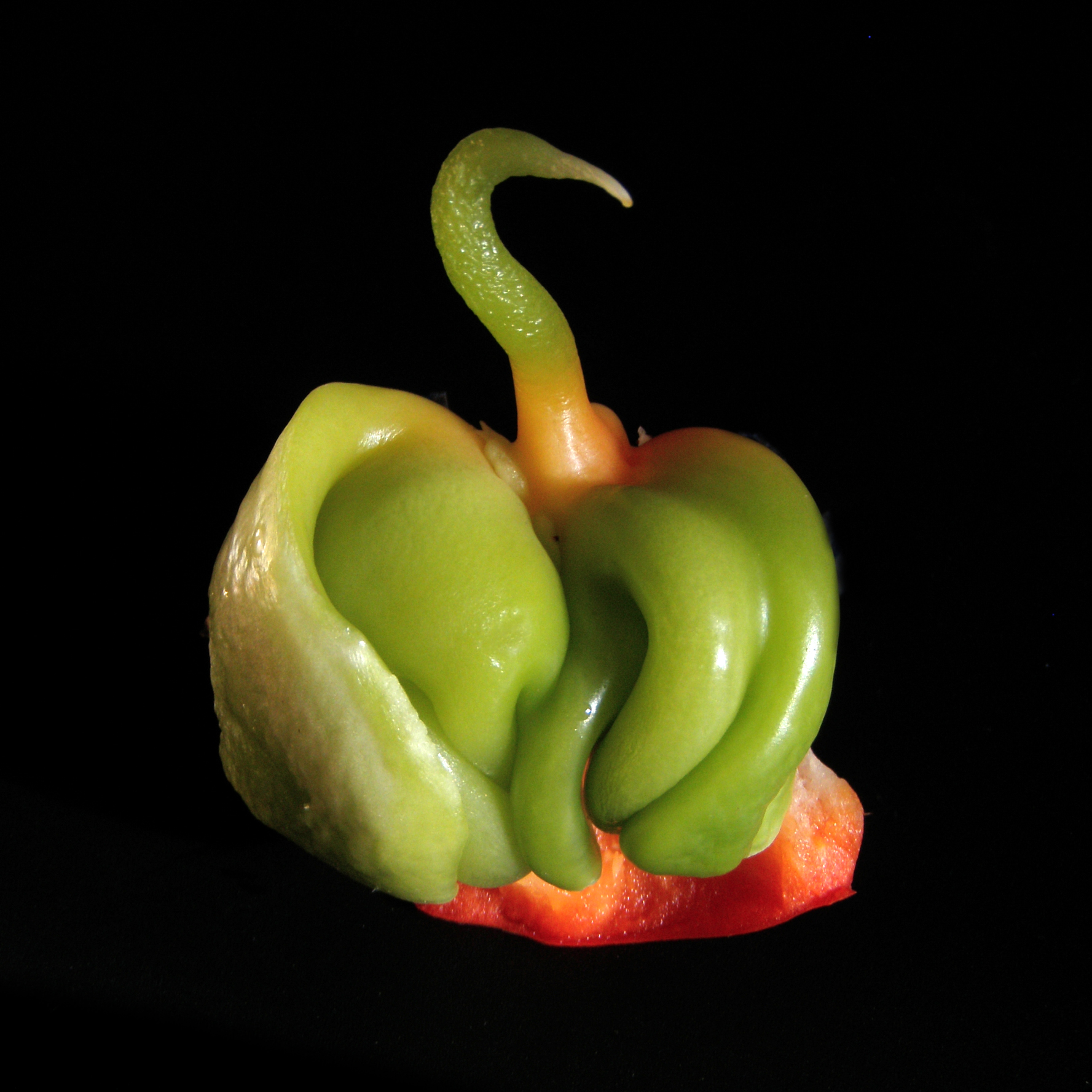
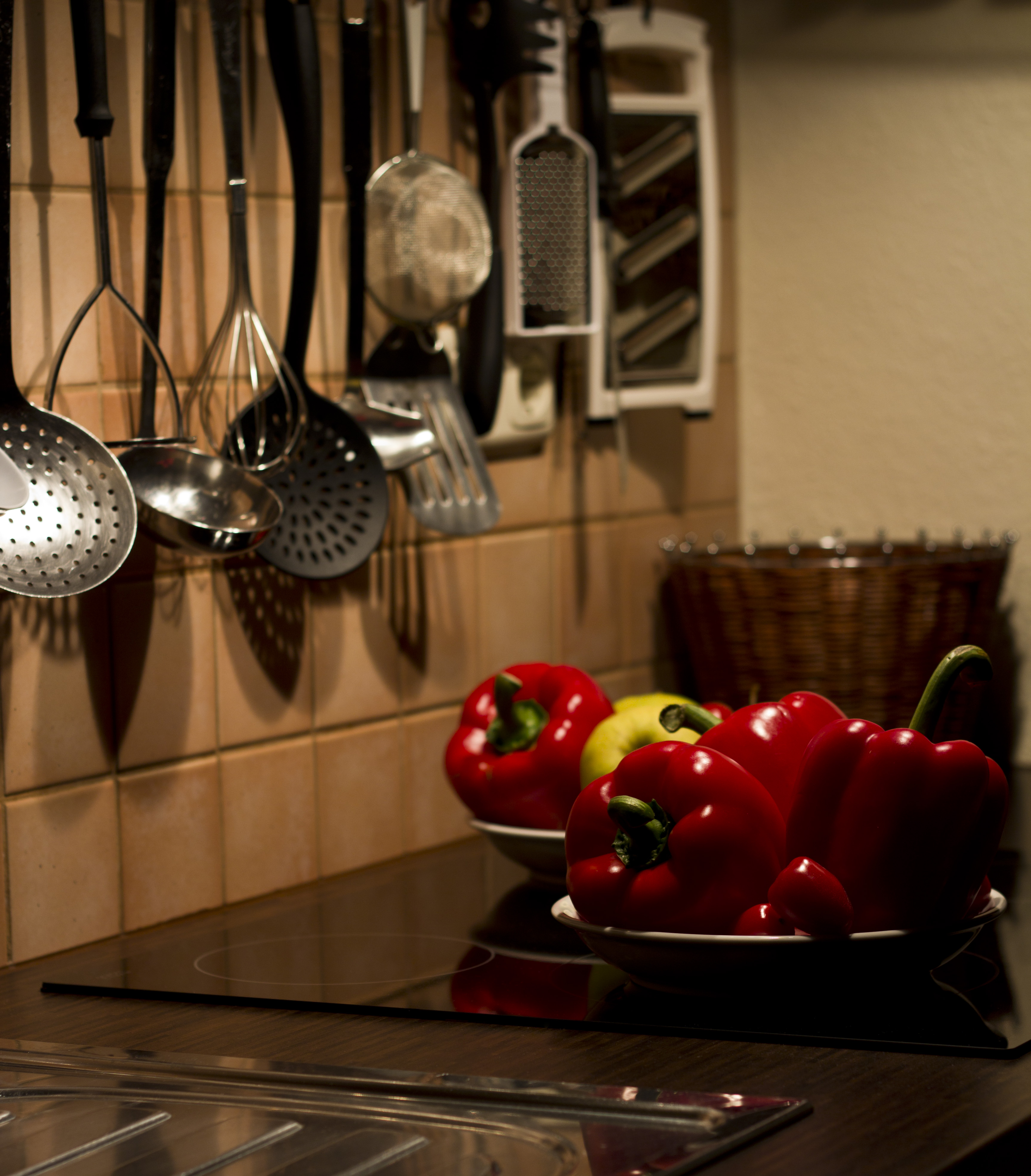
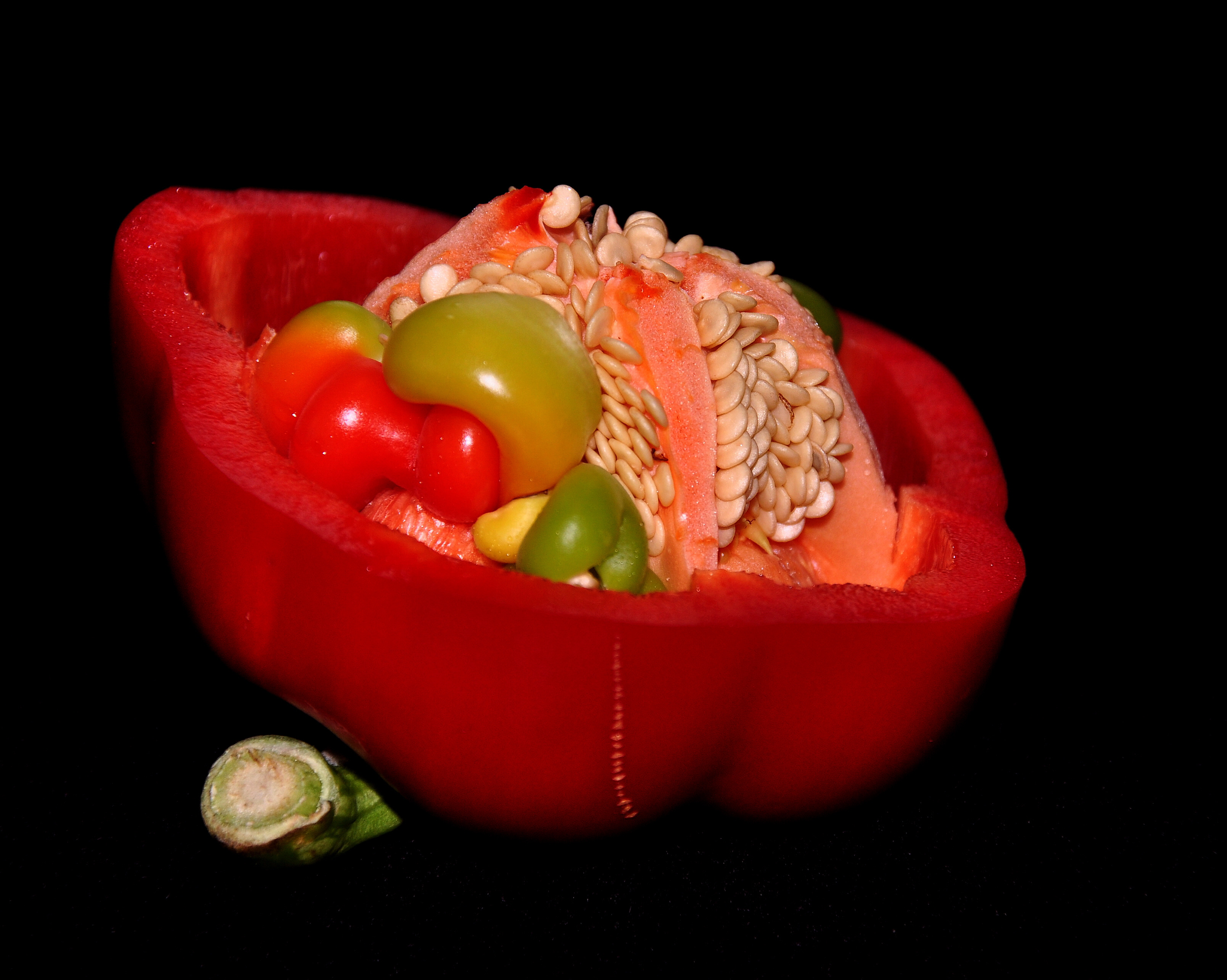
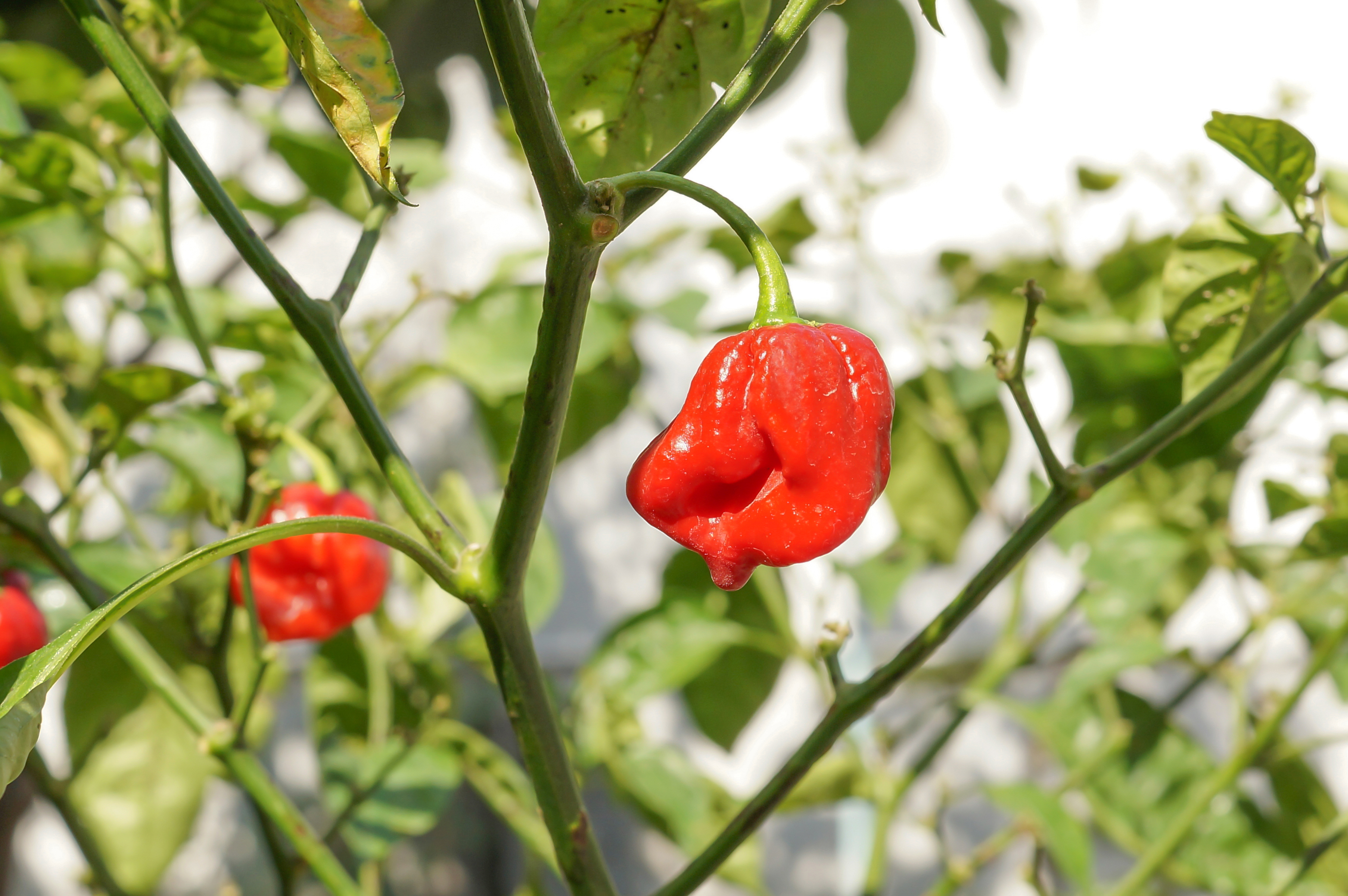
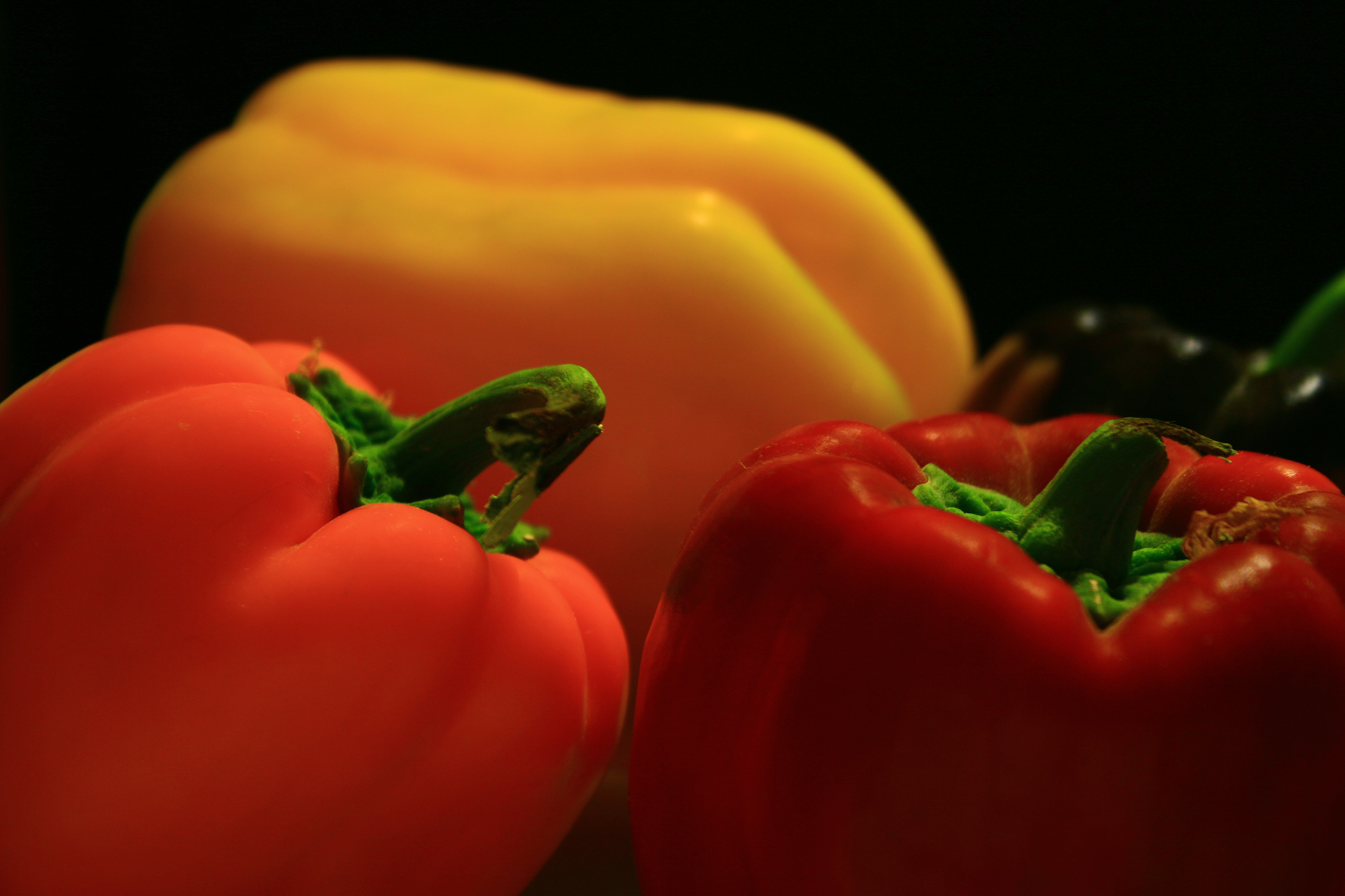

## تولید
در سال ۲۰۲۰، تولید جهانی فلفل دلمه‌ای ۳۶ میلیون تن بود که در رأس آن‌هاچین با ۴۶ درصد بزرگترین تولید کننده فلفل دلمه ای در جهان است و پس از آن مکزیک، ترکیه، اندونزی و ایالات متحده قرار دارند.